# SV 06 Lehrte
Der SV 06 Lehrte (offiziell: Sportverein 06 Lehrte e. V.) ist ein Sportverein aus Lehrte in der Region Hannover, der sich vornehmlich dem Fußball widmet. Die erste Mannschaft spielte von 1949 bis 1952 als Lehrter SV in der höchsten niedersächsischen Amateurliga. Im Jahre 2010 wurde der Verein mit dem Julius-Hirsch-Preis ausgezeichnet.

## Geschichte
Der Verein wurde am 14. Oktober 1906 als FC Germania Lehrte gegründet und änderte seinen Namen später in Lehrter SV, fusionierte 1928 mit dem Lehrter SC 1920 zur Sportvereinigung 06 Lehrte. Im Jahre 1930 wurde der Reichsbahn TSV Lehrte gegründet, der ein Jahr später mit dem Schwimmverein Lehrte v. 1921 zum Reichsbahn SSV Lehrte fusionierte. Am 10. September 1938 fusionierte die Sportvereinigung, der Reichsbahn SSV und der 1874 gegründete MTV Lehrte zum Lehrter SV 1874. Am 18. November 1939 wurde daraus die Reichsbahn SG Lehrte. Nach dem Ende des Zweiten Weltkrieges wurde zunächst der Rasen SV Lehrte gegründet, aus dem der heutige Lehrter SV wurde.
Im Jahre 1949 gelang den Lehrtern nach einem Entscheidungsspiel gegen den TSV Gnarrenburg der Aufstieg in die seinerzeit zweitklassige Amateuroberliga Niedersachsen-Ost. Nach drei Jahren Abstiegskampf folgte 1952 der Abstieg in die Amateurliga 4, wo der LSV prompt in die Bezirksliga durchgereicht wurde. Zu dieser Zeit gab es vereinsinterne Querelen. Die Fußballer wollten die Hoheit über die eigenen Finanzen, die vom Gesamtverein verweigert wurde. Als Konsequenz trat die Fußballabteilung aus und gründete am 30. Juni 1954 unter Wiederaufnahme der Vorkriegstraditionen den SV Lehrte 06. Unter diesem Namen gelang 1955 der Aufstieg in die Amateurliga 7, der man bis zur Auflösung der Spielklasse 1964 angehörte. Danach spielte man in der neu geschaffenen Verbandsliga Ost, aus der man 1966 als Tabellenletzter wieder abstieg.
Die Ligamannschaft des Vereins spielte nach der niedersächsischen Gebietsreform lange Jahre in der Bezirksoberliga Hannover. Am 22. September 1985 besiegte das Team den damaligen Erstligisten Hannover 96 in einem Freundschaftsspiel mit 4:3. 1986 schafften die Lehrter den Aufstieg in die Landesliga West, der sie drei Spielzeiten lang angehörten. Nach dem Abstieg 1989 gelang der direkte Wiederaufstieg, dem fünf weitere Landesligajahre folgten. 1994 wurde der SV in der Landesliga West nach massiven Finanzproblemen und einem personellen Exodus mit nur drei Punkten Letzter und stieg nach einer Ligareform in die sechstklassige Landesliga Hannover ab, wo die Mannschaft eine Saison später in die Bezirksliga durchgereicht wurde. Nach Jahren in der Kreisliga Hannover-Land stieg die Mannschaft zur Saison 2019/20 wieder in die Bezirksliga auf, musste aber 2022 wieder absteigen. 2025 gelang nach erfolgreicher Relegation der Wiederaufstieg in die Bezirksliga.

## Persönlichkeiten
- Hans-Dieter Schmidt
- Rainer Stiller